# Günter Verheugen

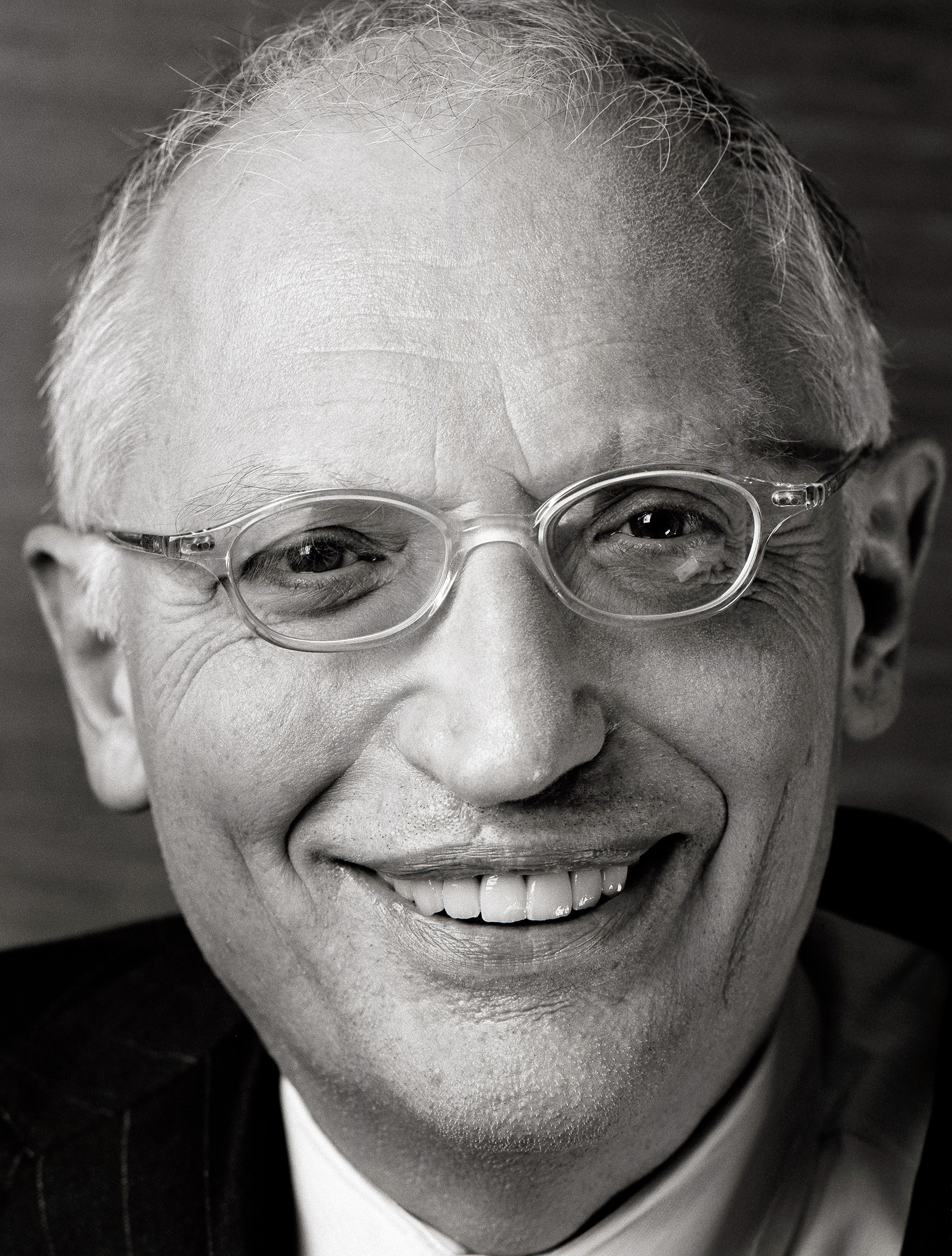
Günter Verheugen fotografiert von Oliver Mark, Berlin 2007

Günter Verheugen (* 28. April 1944 in Bad Kreuznach) ist ein ehemaliger deutscher Politiker (SPD, bis 1982 FDP). Er war ab 1983 Bundestagsabgeordneter, ab 1999 als EU-Kommissar der Kommission unter Romano Prodi für die EU-Erweiterung zuständig und anschließend von 2004 bis 2010 in der Kommission Barroso I für Unternehmen und Industrie sowie Vizepräsident der Europäischen Kommission.

## Leben und politische Laufbahn

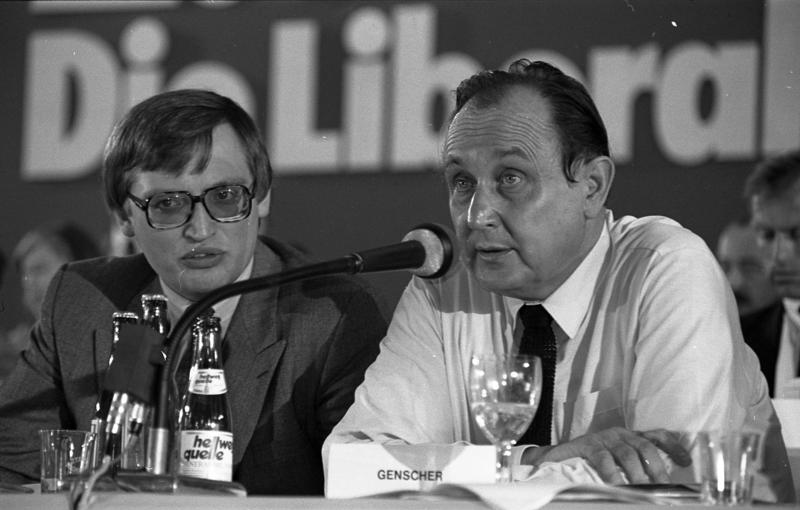
Verheugen (links) mit Hans Dietrich Genscher beim FDP-Bundesparteitag 1981

Günter Verheugen, Sohn von Leni Verheugen, geborene Holzhäuser, und des Bankiers und Gründers der Brühler Bank Leo Verheugen (1913–1986, Vorgänger seines Sohnes Bodo Verheugen), besuchte das Städtische Gymnasium Brühl, das er mit dem Abitur abschloss. Nach einem Volontariat bei der Neuen Ruhr Zeitung in Essen und der Neuen Rhein Zeitung in Köln (1963 bis 1965) studierte er von 1965 bis 1969 Geschichte, Soziologie und Politische Wissenschaft an den Universitäten Köln und Bonn.

### Politische Karriere in der FDP
Ab 1967 war Verheugen Landesvorsitzender der Deutschen Jungdemokraten in Nordrhein-Westfalen. Unmittelbar nach seinem Studium wurde er 1969 Referatsleiter für Öffentlichkeitsarbeit im Bundesministerium des Innern unter Hans-Dietrich Genscher. Mit ihm wechselte er 1974 in das Auswärtige Amt. Bis 1976 war er dort Leiter des Arbeitsstabs Analysen und Information. 1977 wurde er Bundesgeschäftsführer der FDP. Der Mainzer Bundesparteitag wählte ihn 1978 zum Generalsekretär.

### Politische Karriere in der SPD
Nach seinem 1982 erfolgten Austritt wegen des Koalitionswechsels der FDP von der SPD zur CDU/CSU trat er noch im selben Jahr mit anderen prominenten linksliberalen FDP-Mitgliedern wie Ingrid Matthäus-Maier und Andreas von Schoeler der SPD bei.
Für die SPD saß er von 1983 bis 1999 im Deutschen Bundestag. Erst im Dezember 1982 war Günter Verheugen, Vorstandsmitglied des SPD-Bezirks Franken, in den Unterbezirk Kulmbach der SPD aufgenommen worden, für die er bereits im März des folgenden Jahres im Wahlkreis 226 kandidierte. Der SPD-Vorsitzende Willy Brandt selbst hatte sich dafür eingesetzt, dass der bisherige Kulmbacher Bundestagsabgeordnete Philip Rosenthal auf eine weitere Kandidatur zugunsten Verheugens verzichtete. Günter Verheugen errang zwischen 1983 und 1998 nie das Direktmandat in Kulmbach, sondern zog jedes Mal über die Landesliste Bayern in den Bundestag ein. Verheugen war Mitglied der Grundwertekommission und der Kommission für internationale Beziehungen des SPD-Parteivorstands sowie Berater der Programmkommission. Von 1983 bis 1998 war er Mitglied des Auswärtigen Ausschusses. Er war zudem stellvertretender Vorsitzender des Bundestags-Unterausschusses für auswärtige Kulturpolitik und 1992 war Vorsitzender des Sonderausschusses Europäische Union. Brandt machte Verheugen zudem 1987 zum Chefredakteur der Parteizeitung Vorwärts.
Neben weiteren Ämtern innerhalb und außerhalb der SPD war er von 1994 bis 1997 der für Außen-, Sicherheits- und Entwicklungspolitik zuständige stellvertretende Vorsitzende der SPD-Fraktion im Bundestag.
Unter Rudolf Scharping war er von August 1993 bis September 1995 Bundesgeschäftsführer der SPD; ihm folgte Franz Müntefering. Seit 1997 ist er Vorsitzender des Komitees für Frieden, Sicherheit und Abrüstung der Sozialistischen Internationale.
Nach der Bundestagswahl 1998, die zur ersten rot-grünen Koalition (Kabinett Schröder I) führte, wurde er Staatsminister im Auswärtigen Amt unter Joschka Fischer und blieb es bis Mitte September 1999, als er EU-Kommissar für Erweiterung und Europäische Nachbarschaftspolitik wurde.

### Mitglied der Europäischen Kommission
Verheugen wurde im September 1999 Mitglied der Europäischen Kommission, in der er zunächst für eine Amtszeit die Zuständigkeit für die Erweiterung der Europäischen Union innehatte. In seine Amtszeit fielen die Beitrittsverhandlungen mit den Staaten der EU-Osterweiterungsrunde 2004. Dabei setzte er sich auch für den EU-Beitritt der Türkei ein.
In einer Laudatio zu seinem 80. Geburtstag erinnerte der SPD Landesvorsitzende in Brandenburg:

„Die EU-Osterweiterung war Ihr politisches Meisterwerk. Sie trug maßgeblich dazu bei, dass die Demokratie in der EU stabilisiert und der Wohlstand vermehrt wurde. Die bislang größte Erweiterung der EU wird verdientermaßen auf das Engste mit Ihrem Namen, mit Ihrer Beharrlichkeit und Zielstrebigkeit, verbunden bleiben.“

Verheugen war vom 22. November 2004 bis zum 9. Februar 2010 Kommissar für Unternehmen und Industrie der Kommission Barroso I und europäischer Vorsitzender des Transatlantischen Wirtschaftsrates. Er war in diesem Zeitraum auch stellvertretender Kommissionspräsident.
Verheugen verfügte als Kommissar nicht über ein Weisungsrecht in Bereichen der Industrie und Unternehmenspolitik gegenüber den anderen Kommissaren, wie dies der ehemalige Bundeskanzler Gerhard Schröder ursprünglich vorgeschlagen hatte, um deutschen Einfluss auf die Wirtschaftspolitik der EU-Kommission nehmen zu können.
Zur Diskussion um das Demokratiedefizit der EU sagte Verheugen 2005:

„Würde sich die EU bei uns um Beitritt bewerben, müssten wir sagen: demokratisch ungenügend.“

Allerdings schränkte er diese Sichtweise ein:

„Das große Missverständnis über Europa zeigt sich dann, wenn von der Europäischen Union verlangt wird, sie solle handeln wie ein Staat. Die EU ist aber kein Staat.“

## Ehe, Affäre und Abberufung
Günter Verheugen ist evangelisch und war mit Helga Verheugen, geborene Wiegmann, verheiratet, die 1983 starb. Ab 1987 war er mit Gabriele Verheugen verheiratet. Die beiden trennten sich 2007.
Verheugens eigene Amtsführung geriet unter den Verdacht der Vetternwirtschaft, als in der deutschen Presse Urlaubsbilder vom Sommer 2006 veröffentlicht wurden, die ihn „händchenhaltend“ und nackt am Strand von Litauen mit seiner langjährigen Mitarbeiterin Petra Erler abbildeten, die er erst im April 2006 zu seiner Büroleiterin befördert hatte. Ende Oktober 2006 äußerte Verheugen gegenüber der Zeitung Bild, es habe zum Zeitpunkt der Berufung im Frühjahr 2006 und heute „keine über Freundschaft hinausgehende Beziehung“ zwischen ihm und Frau Erler gegeben. Am 12. September 2007 wurde bekannt, dass Verheugen bereits seit 2005 ein Verhältnis mit Erler gehabt haben soll. Am Tag darauf schlug Kommissionspräsident Barroso im Einvernehmen mit der deutschen Bundesregierung vor, die bisher von Verheugen wahrgenommene Zuständigkeit für den Bürokratieabbau an eine Arbeitsgruppe unter der Leitung des CSU-Politikers Edmund Stoiber zu vergeben. Diese Arbeitsgruppe war jedoch weiterhin Verheugen unterstellt. Erler blieb bis 2010 Verheugens Kabinettschefin.

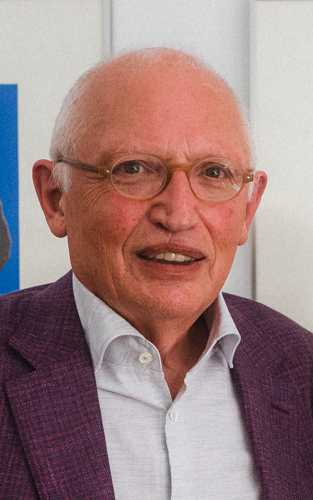
Günter Verheugen (2019)

## Positionen
EU-Erweiterung, 2000
Verheugen sprach sich dafür aus, Volksentscheide für Verträge abzuhalten, die den Charakter des Staates verändern, etwa durch Abgabe von Souveränität. „Gewiss, solche Referenden bergen Risiken. Dennoch bin ich dafür. Denn sie zwingen die Eliten, sich auch zu Hause mit der Europapolitik auseinander zu setzen und auf die Sorgen der Bevölkerung einzugehen. Und das ist bisher nicht der Fall. Allerdings ist ein solches Referendum derzeit in Deutschland nicht möglich. Dazu müsste die Verfassung geändert werden.“ Damit löste Verheugen eine Kontroverse über Motive und Hintergründe aus. Unter anderem wurde der Vorschlag von Peter Ludlow als Direktor des Centre for European Policy Studies als Zeichen eines geringen Rückhalts der Erweiterung in der Bevölkerung, aber auch als Ausdruck mangelnder Urteilskraft eingeschätzt, da in Deutschland noch nicht einmal über die EMU abgestimmt worden sei. Die Unklarheiten führten am 6. September 2000 zu einer Debatte im Europäischen Parlament.
Flüchtlingskrise, 2015
Im Zuge der Flüchtlingskrise in Europa 2015 verteidigte Verheugen die Kontrollen der ungarischen Regierung an der Schengen-Außengrenze zu Serbien.
Brexit, 2016
Nach dem Votum zum Brexit des Vereinigten Königreichs aus der EU im Juni 2016 zeigte sich Verheugen schockiert und kritisierte die EU mit den Worten: „Es geht in der EU seit einiger Zeit alles schief, was schiefgehen kann. Wir erleben eine Serie von Rückschlägen in der europäischen Integration. Wir erleben eine Erosion des Gemeinschaftsgedankens.“
Russischer Überfall auf die Ukraine
Im Februar 2023 war Verheugen Erstunterzeichner der von Sahra Wagenknecht und Alice Schwarzer initiierten Petition Manifest für Frieden an Olaf Scholz, die sich im Kontext des Russischen Überfalls auf die Ukraine für Diplomatie und Verhandlungen und humanitäre Hilfe ausspricht. Im folgenden Monat wurde er Mitunterzeichner des von Peter Brandt und anderen initiierten Aufrufs Frieden schaffen!
Im August 2023 mahnte Verheugen an, Verhandlungen zwischen der Ukraine und Russland anzustreben. Um die großen, überlebensbedrohlichen Krisen der Menschheit zu bewältigen, müssten alle Kräfte konzentriert werden. Da könne man keinen „Staat ausschließen, weil einem die Zustände dort nicht gefallen“. Auch wenn Russland zweifelsfrei der Aggressor sei, habe der Krieg eine Vorgeschichte, die aber in der „offiziellen westlichen Darstellung“ fehle. Er glaube, „dass die Option einer engen Kooperation mit der EU für Russland immer noch attraktiv“ sei. Schließlich sei auch Deutschland „nach 1945 wieder die Hand gereicht“ worden. In allen europäischen Ländern wachse die öffentliche Skepsis gegenüber der jetzigen Ukraine-Politik und auch die Mehrheit der Deutschen wünsche, dass der Krieg so schnell wie möglich beendet werde und man in Friedensverhandlungen eintrete.

## Publikationen

### Europa in der Krise, 2005
Bei der Präsentation des Buches war Hans-Dietrich Genscher geladen, der das Buch Verheugens lobte, da es zur richtigen Zeit angesichts den gescheiterten Verfassungsreferenden bis zu den Auseinandersetzungen über eine zukünftige Finanzplanung die richtigen Signale setze und realistische Wege aus der derzeitigen Krise aufzeige. Verheugen räume schon im ersten Kapitel mit dem Vorurteil auf, dass die EU ein Heer von Beamten beschäftige. Die Zahl der Beamten sei kleiner als bei der Kölner Stadtverwaltung. Wie kaum ein zweiter deutscher Politiker kenne Günter Verheugen, so Hans-Jürgen Fink von Deutschlandfunk Kultur, den Brüsseler Apparat, das Beziehungsgeflecht und die Politik. Seine souveräne Darstellung behandle im letzten Kapitel die Frage der Überalterung; diese sei womöglich für die künftige Existenz des Kontinents entscheidend. Die Integration von Menschen aus anderen Kulturkreisen sehe Verheugen als schwierig und die Mühe der Überwindung des angstbesetzten gesellschaftlichen Bewusstseins der Menschen „muss sich die Politik schon selbst machen.“ Verheugen verteidige die EU auch vor den üblichen Schuldzuschreibungen an Brüssel und gegen Vorwürfe der Überreglementierung, des Demokratiemangels und Geldverschleuderung.

### Der lange Weg zum Krieg, 2024
Bereits in einem Interview mit dem Herausgeber der Berliner Zeitung, Michael Maier, stellte Verheugen am 11. Februar 2023 seine Vorstellungen dar, die er in seinem Buch später ausführen wollte. Der Band entstand gemeinsam mit Petra Erler (siehe oben) und beschreibt die Osterweiterung der NATO als zentrales Moment, das Putin zum Krieg in der Ukraine veranlasst haben soll. Daher betonen die Autoren zwar die Unrechtmäßigkeit des Krieges, bestehen aber darauf, dass zumindest eine Mitschuld des Westens bestehe. Daraus leiten sie ab, dass der Westen keine kriegsintensivierenden Maßnahmen leisten solle; vielmehr bestehe eine Verpflichtung, zu einem Friedensprozess beizutragen. Der Krieg sei das Ergebnis jahrzehntelanger politischer Fehlentscheidungen und Missverständnisse. Sie kritisieren Fehler der deutschen und europäischen Außenpolitik, die maßgeblich zur Eskalation beigetragen hätten. Die einst erfolgreiche Entspannungspolitik sei seit den 1990er Jahren zunehmend durch Konfrontation und Machtstreben ersetzt worden. Diese Entwicklung habe letztlich zu einem neuen Kalten Krieg geführt, der jederzeit in einen heißen Krieg umschlagen könne. Die Autoren wollen die „Kriegslügen aller Seiten“ entlarven und beklagen, wie bereitwillig sich auch Deutschland ihrer Auffassung nach in den Ukraine-Krieg „hineingeworfen“ habe. Verheugen und Erler fordern eine Rückkehr zu Dialogbereitschaft, vertrauensbildenden Maßnahmen und einer neuen Entspannungspolitik.  
Die Rezension Russland und Europa: Rückkehr zu der gemeinsamen Sicherheit des Diplomaten Hellmut Hoffmann (Berliner Zeitung) vom 11. Februar 2023 hebt die Analyse der „komplexen Ursachen und Entwicklungen“ hervor und verweist auf die außenpolitische und diplomatische Erfahrung der Autoren. Hoffmann bezeichnet das Buch als „Lehrbuch der Staatskunst“, das eine umfassende und kritische Analyse der geopolitischen Entwicklungen biete. Es sei ein wichtiger Beitrag zur Debatte über die zukünftige Sicherheitspolitik in Europa.
Die Politikwissenschaftlerin Gwendolyn Sasse attestiert dem Buch in ihrer Rezension in der Süddeutschen Zeitung, es verschaffe „Nichtfaktischem, Halbwahrheiten und fragwürdigen Interpretationen“ Raum im öffentlichen Diskurs. Es fällt Sasse schwer, in der Beschreibung von Verheugen und Erler ein Deutschland zu erkennen, das sich, so die Autoren, „blinden Leidenschaften“ ergebe und vom Gedanken geleitet sei, Russland zu zerstören. Ein prominentes Beispiel für die Substitution von Fakten durch Meinung sei die Frage nach dem vermeintlichen Versprechen an Gorbatschow, die NATO nicht über Deutschland hinaus nach Osten auszudehnen. Es habe 1990 keinen rechtlich bindenden Vertrag gegeben und es sei um die Wiedervereinigung Deutschlands gegangen. In der NATO-Russland-Grundakte hätten sich die NATO und Russland auf „die Achtung der Souveränität, Unabhängigkeit, territorialen Unversehrtheit aller Staaten sowie ihres naturgegebenen Rechtes, die Mittel zur Gewährleistung ihrer eigenen Sicherheit sowie der Unverletzlichkeit der Grenzen und des Selbstbestimmungsrechts der Völker, wie es in der Schlussakte von Helsinki und anderen OSZE-Dokumenten verankert ist, selbst zu wählen“ geeinigt. Sie kritisiert die Argumentation der Autoren, dass die Ukraine wegen eines Erlasses über das Ziel einer Reintegration der Krim und des Drängens auf eine NATO-Mitgliedschaft eine Mitschuld an der Großinvasion trage. Die Autoren gingen sogar so weit, zu argumentieren, dass die Europäische Union durch die Sanktionen nach der Krim-Annexion und dem Beginn des Kriegs im Donbass Russland zur Kriegspartei gemacht habe.

## Mitgliedschaften und Funktionen
- Günter Verheugen ist Mitglied der evangelischen Kirche
- Nach seinem Rückzug aus der Europapolitik wurde Verheugen Honorarprofessor an der Europa-Universität Viadrina in Frankfurt (Oder)[28]
- Er wurde 2016 Berater bei der von Dmytro Firtasch finanzierten Agentur zur Modernisierung der Ukraine (AMU).[29][30]
- Er ist Mitglied des Kuratoriums des Instituts für europäische Partnerschaften und internationale Zusammenarbeit (IPZ) in Hürth.
- Verheugen ist Mitglied im Kuratorium des Deutsch-Aserbaidschanischen Forums, einer regierungsnahen aserbaidschanischen Lobby-Organisation.[31][32]

## Auszeichnungen
- 1982: Komturkreuz des Verdienstordens der Italienischen Republik
- 1997: Bundesverdienstkreuz 1. Klasse
- 1997: Großkreuz des Maria-Victoria-Ordens (Spanien)
- 1997: Bayerischer Verdienstorden
- 2000: Großoffizier des Sterns von Rumänien
- 2003: Orden des litauischen Großfürsten Gediminas
- 2004: Ix-Xirka Ġieħ ir-Repubblika (Malta)
- 2004: Großkreuz des Drei-Sterne-Ordens
- 2004: Großes Bundesverdienstkreuz mit Stern
- 2004: Großes Goldenes Ehrenzeichen am Bande für Verdienste um die Republik Österreich[33]
- 2004: Komtur mit Stern des Verdienstordens der Republik Ungarn
- 2004: Orden des Weißen Doppelkreuzes 1. Klasse (Slowakei)
- 2005: Orden des Marienland-Kreuzes 1. Klasse (Estland)
- 2009: Komtur mit Stern des Verdienstordens der Republik Polen
- 2010: Deutscher Mittelstandspreis der Verlagsgruppe markt intern
- 2016: Orden des Weißen Löwen

## Bibliografie (Auswahl)
- als Hrsg.: Das Wichtigste ist der Frieden. Dokumentation des Verteidigungspolitischen Kongresses der Freien Demokratischen Partei am 27./28. April 1979 in Münster. Nomos-Verlagsgesellschaft, Baden-Baden 1980, ISBN 3-7890-0541-X. (Schriften der Friedrich-Naumann-Stiftung)
- Eine Zukunft für Deutschland. Mit einem Vorwort von Walter Scheel. Verlag Gruenwald, München 1980, ISBN 3-8207-1652-1.
- Das Programm der Liberalen Baden-Baden. 1980.
- als Hrsg. mit Helga Schuchardt: Das liberale Gewissen. Rowohlt Taschenbuch Verlag, Reinbek 1982, ISBN 3-499-15127-8.
- Der Ausverkauf. Macht und Verfall der FDP. Spiegel-Verlag, Hamburg 1984, ISBN 3-499-33054-7.
- als Hrsg. mit Karsten Schröder: Halbzeit in Bonn. 1985.
- Apartheid. Südafrika und die deutschen Interessen am Kap. Kiepenheuer und Witsch, Köln 1986, ISBN 3-462-01800-0.
- als Hrsg.: 60 plus. Die wachsende Macht der Älteren. Bund-Verlag, Köln 1994, ISBN 3-7663-2529-9.
- Germany and the EU Council Presidency. Expectations and reality. Zentrum für Europäische Integrationsforschung, Bonn 1999, ISBN 3-933307-35-X.
- Frankreich und Deutschland in einer erweiterten EU. Ed. Isele, Eggingen 2004, ISBN 3-86142-330-8.
- Europa in der Krise. Für eine Neugründung der europäischen Idee. Kiepenheuer & Witsch, Köln 2005, ISBN 3-462-03470-7.
- mit Petra Erler: Der lange Weg zum Krieg: Russland, die Ukraine und der Westen – Eskalation statt Entspannung. Heyne, München 2024, ISBN 978-3-453-21883-3.